# Großhöflein
Großhöflein (en húngaro: Nagyhöflány) es una ciudad localizada en el Distrito de Eisenstadt-Umgebung, estado de Burgenland, Austria.
- Datos: Q597691
- Multimedia: Großhöflein / Q597691

1. ↑  Worldpostalcodes.org, código postal n.º 7051.